# Hetzendorfer Friedhof

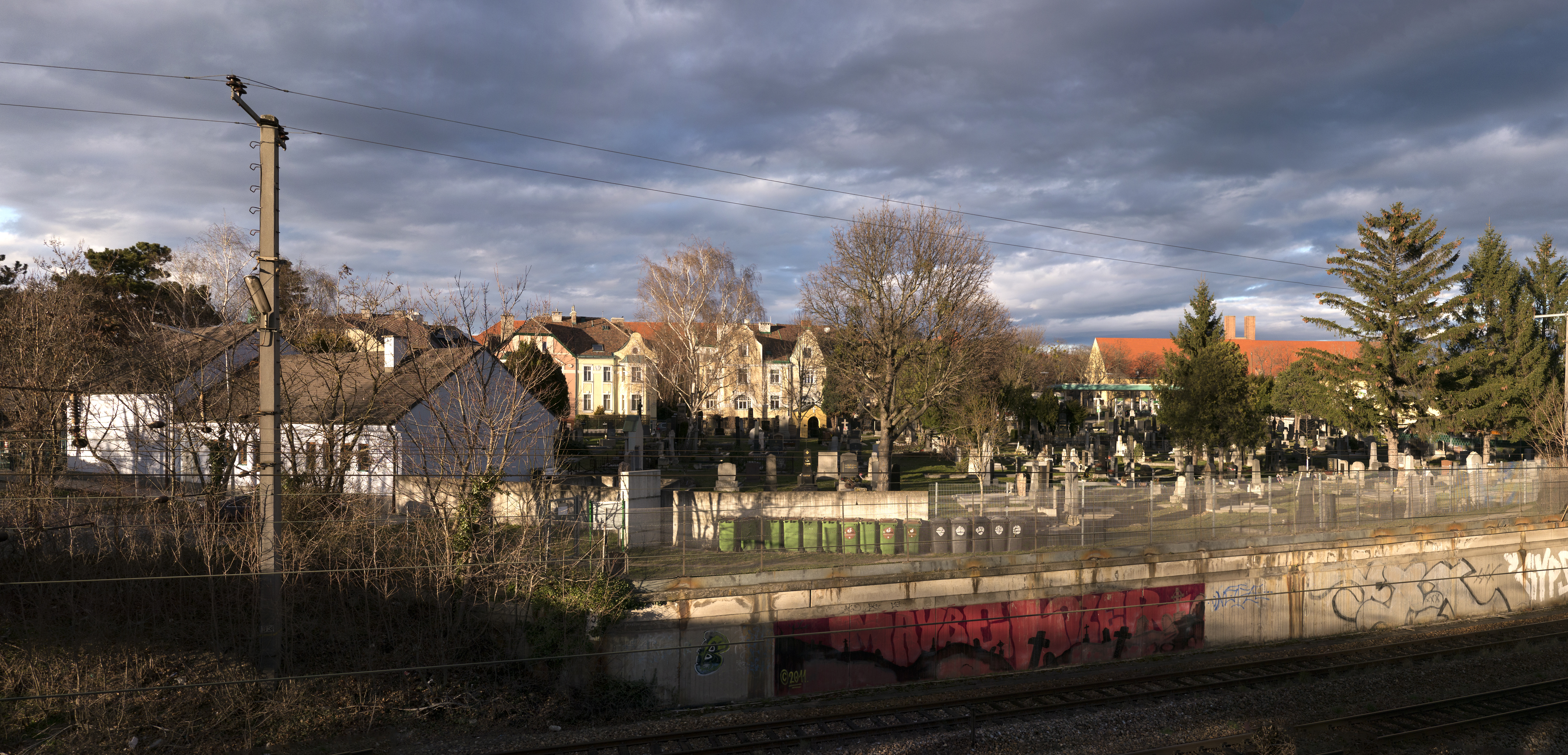
Hetzendorfer Friedhof mit Aufbahrungshalle

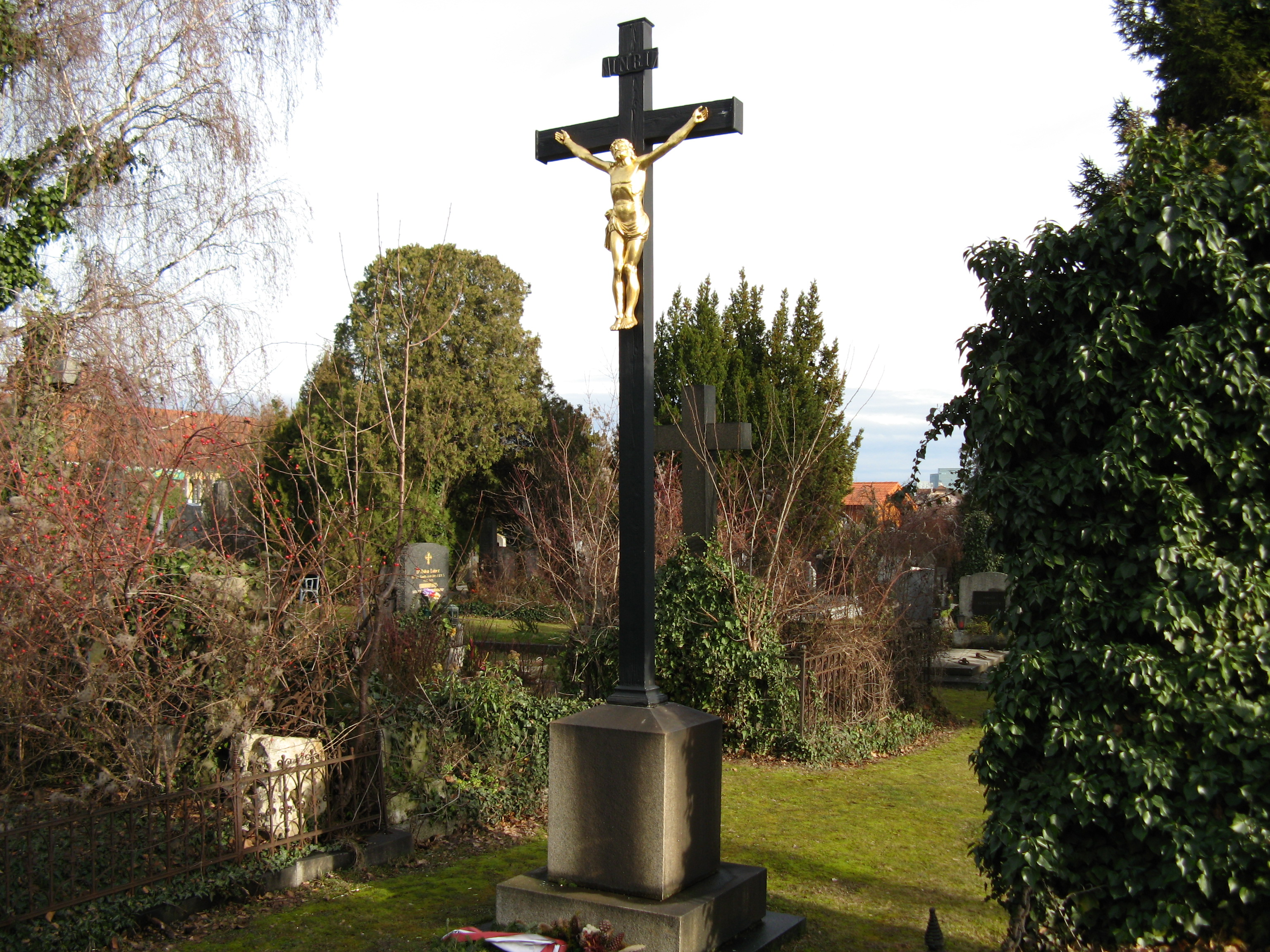
Friedhofskreuz

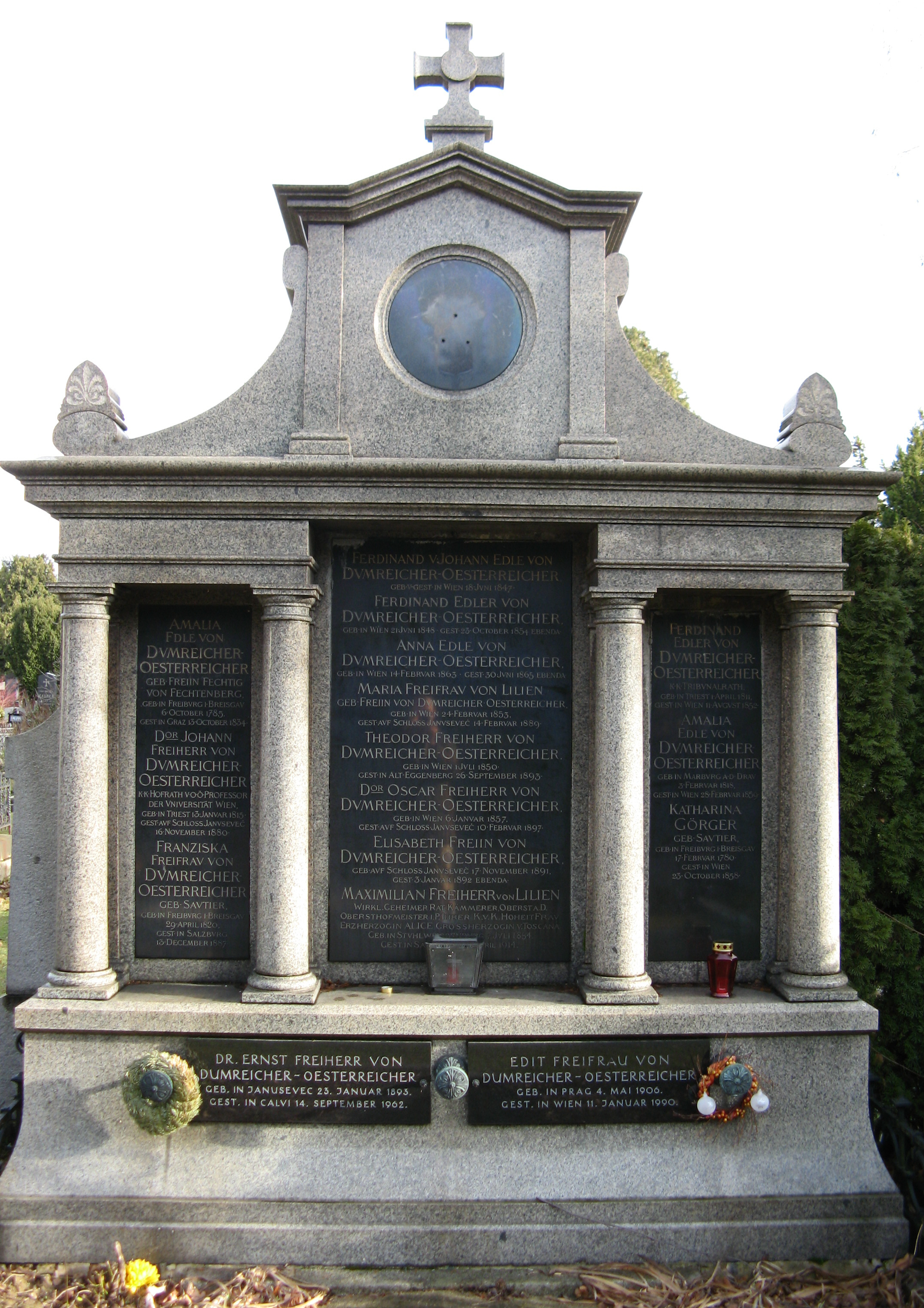
Grabstelle der Familie Dumreicher-Österreicher

Der Hetzendorfer Friedhof ist ein städtischer Friedhof im 12. Wiener Gemeindebezirk Meidling.

## Geschichte
Das ursprünglich zu Atzgersdorf gehörende Hetzendorf wurde 1783 durch die Errichtung einer Lokalkaplanei (was einer Pfarrei entspricht) kirchlich selbständig. Am 2. November 1784 wurde daher auch ein eigener neuer Friedhof der Gemeinde eingeweiht. In den Jahren 1845, 1879, 1886 und 1889 erfolgten jeweils kleine Erweiterungen des Friedhofsgeländes, nachdem die Errichtung eines neuen Friedhofs 1876 an zu hohen Kosten gescheitert war. 1889 wurde eine Leichen- und Requisitenkammer sowie eine Totengräberwohnung erbaut, 1901 das neue Friedhofskreuz aufgestellt. Im 20. Jahrhundert drohte schließlich die Schließung, da sich der Friedhof mittlerweile in einem rundum verbauten Gebiet befand. Nach einer Volksbefragung im Jahre 1980 wurde aber der weitere Fortbestand des Hetzendorfer Friedhofs beschlossen. Die bis dahin bestehenden baufälligen und provisorischen Gebäude wurden 1987/88 durch eine neue Aufbahrungshalle ersetzt.

## Beschreibung
Der Hetzendorfer Friedhof befindet sich an der Bezirksgrenze zu Hietzing an der Elisabethallee 2 und wird weiters durch die Graf Seilern-Gasse und die Gleise der Verbindungsbahn begrenzt. Er umfasst 7583 m² mit 1100 Grabstellen. Beim Eingang befindet sich die 1987/88 nach Plänen von Gisela Muhrhofer und Albert Zweymüller errichtete Aufbahrungshalle, deren Innenraum von Christof Riccabona gestaltet wurde. Das Altarkreuz aus Bronzeguss stammt von Hermann Bauch.
Die bemerkenswerteste Grabstelle auf dem kleinen und stimmungsvollen Friedhof ist das Familiengrab der adeligen Familie von Dumreicher-Österreicher. Es stammt aus der Zeit um 1847 und ist in der Form einer dreiteiligen Neorenaissance-Ädikula gestaltet.

## Ehrenhalber gewidmete Gräber
Der Hetzendorfer Friedhof weist zwei ehrenhalber gewidmete Gräber auf.
| Name                   | Lebensdaten | Tätigkeit                        |
| ---------------------- | ----------- | -------------------------------- |
| Franz Martin Schindler | 1847–1922   | Prälat und Universitätsprofessor |
| Margarete Seemann      | 1893–1949   | Schriftstellerin                 |

## Grabstätten bedeutender Persönlichkeiten
| Name               | Lebensdaten | Tätigkeit                   |
| ------------------ | ----------- | --------------------------- |
| Kurt Dieman-Dichtl | 1923–2009   | Opern- und Wienerliedsänger |
| Werner Hink        | 1943–2024   | Violinist                   |